# تختخواب و صبحانه (فیلم ۲۰۱۰)
«تختخواب و صبحانه» (انگلیسی: Bed & Breakfast (2010 film)) فیلمی در ژانر کمدی رمانتیک به کارگردانی مارسیو گارسیا است که در سال ۲۰۱۰ منتشر شد. از بازیگران آن می‌توان به رادین کاین، جان سوج، جولیا دافی، و اریک رابرتز اشاره کرد.